# 角福牟
角 福牟（ろく ふくむ、生没年不詳）は、百済の官吏。官位は達卒。故国の滅亡に伴い倭国（日本）へ亡命した。

## 記録
陰陽道に通じており、671年（天智天皇10年1月）、許率母・吉大尚とともに小山上の冠位を授与された、とある。大友皇子の学士であった両者とともに、皇子の補佐を期待されたものと思われるが、その後の動静は伝わっていない。『書紀』に「小山下を以て、余の達率等、五十余人に授く」とあるように、当時の近江朝廷が百済系の官僚により固められていたことが窺われる。
一族に、701年（大宝元年8月）に還俗し、724年（神亀元年5月）に羽林連の氏姓を賜与された觮（角・都能）兄麻呂がいる。